# Livingston Football Club
El Livingston Football Club es un club de fútbol de Escocia, con sede en Livingston, West Lothian. Fue fundado en 1943 y juega en la Scottish Premiership, la primera categoría del fútbol escocés.

## Historia
El equipo fue formado en 1943 como un equipo de obreros denominado «Ferranti Thistle». El club entró al sistema de ligas del fútbol escocés y rebautizado como «Meadowbank Thistle» en 1974, y disputaba sus encuentros como local en el Estadio Meadowbank de Edimburgo.
En 1995 el club se trasladó a Livingston, en West Lothian y se le cambió el nombre al de la ciudad. Desde entonces, Livingston ha jugado sus partidos en casa en el Estadio Almondvale. En los diez años posteriores del traslado a Livingston, el club disfrutó de un éxito notable, logrando el ascenso a la Primera División de Escocia en 2001. En su primera temporada logró clasificarse a la Copa de la UEFA al terminar tercero, detrás del Celtic y del Rangers, y ganar la Copa de la Liga de Escocia en 2004.
Sin embargo, el club tuvo problemas financieros y descendió a la Segunda División de Escocia en 2006. En julio de 2009, el club enfrentó más dificultad y estuvo a punto de sufrir un proceso de liquidación, antes de llegar a un acuerdo. De forma posterior, el club llegó a disputar la Cuarta División, pero el equipo logró varios ascensos de formas consecutivas, y recuperó su lugar en la primera categoría luego de ganar los play-offs en la temporada 2017-18.

## Indumentaria
Los colores predominantes del club son el amarillo ámbar y el negro, que se han utilizado desde su fundación en 1943. La primera equipación suele usar en un tono ámbar, los pantalones normalmente varían de negro a ámbar y las medias en ámbar La equipación original del club durante las dos primeras temporadas de la era Ferranti Thistle eran aros en ámbar y negro. Después de esto, las camisetas se comenzaron a usar en un ámbar liso, los pantalones negros y las medias en ámbar, aunque también solían usar negras, se convirtieron en el uniforme oficial del club. Durante la reciente era Livingston, el club también ha utilizado uniformes de local totalmente negros, y durante la temporada 2002-03 se utilizó un uniforme blanco con naranja. Los colores blanco, negro, morado, azul y rojo se han utilizado principalmente en los uniformes de visitante. 
El escudo utilizado para identificar al club ha cambiado cuatro veces en su historia.  El escudo del Ferranti Thistle presentaba una base circular negra. Se incorporaron tres símbolos: un balón de fútbol, un cardo y un león rampante en el centro que sostenía una bandera escocesa. Posteriormente, se creó un nuevo escudo cuando el club cambió su nombre a Meadowbank Thistle. El escudo se basó en la forma tradicional de un escudo, con el negro como color predominante y ámbar en el borde exterior. El escudo presenta un cardo como pieza central, y la parte floral de la planta se sustituyó por un balón de fútbol.  Cuando el club se trasladó a Livingston, el escudo se modificó de nuevo. El diseño del cardo y del balón se modificó ligeramente; el único cambio importante fue la adición del lema del club en latín: «Fortitier omnia vincit»  cuya traducción al español significa «La valentía todo lo vence». La insignia actual es una versión modernizada de la original, pero conserva la mayoría de sus características, resaltando la reincorporación del león rampante en el centro del laurel.
Históricamente las marcas más relevante que vistieron al club fueron Macron en la temporada 2008-2009, Umbro en la 2011-2012, Adidas del 2012 a 2014 y Nike en 2 periodos, el primero en la temporada 2007-2008 y el segundo del 2019 al 2021. Actualmente el equipo es vestido por la marca española Joma desde el 2021.

## Palmarés

### Torneos nacionales
- Copa de la Liga de Escocia (1): 2003-04
- Segunda División de Escocia (1): 2000-01
- Tercera División de Escocia (4): 1986-87, 1998-99, 2010-11, 2016-17
- Cuarta División de Escocia (2): 1995-96, 2009-10

## Participación en competiciones de la UEFA
| Temporada | Torneo   | Ronda          | Club          | Casa | Visita | Global  |
| --------- | -------- | -------------- | ------------- | ---- | ------ | ------- |
| 2002–03   | UEFA Cup | Clasificatoria | FC Vaduz      | 0–0  | 1–1    | 1–1 (a) |
| 2002–03   | UEFA Cup | 1              | SK Sturm Graz | 4–3  | 2–5    | 6–8     |